# اولریش درپر

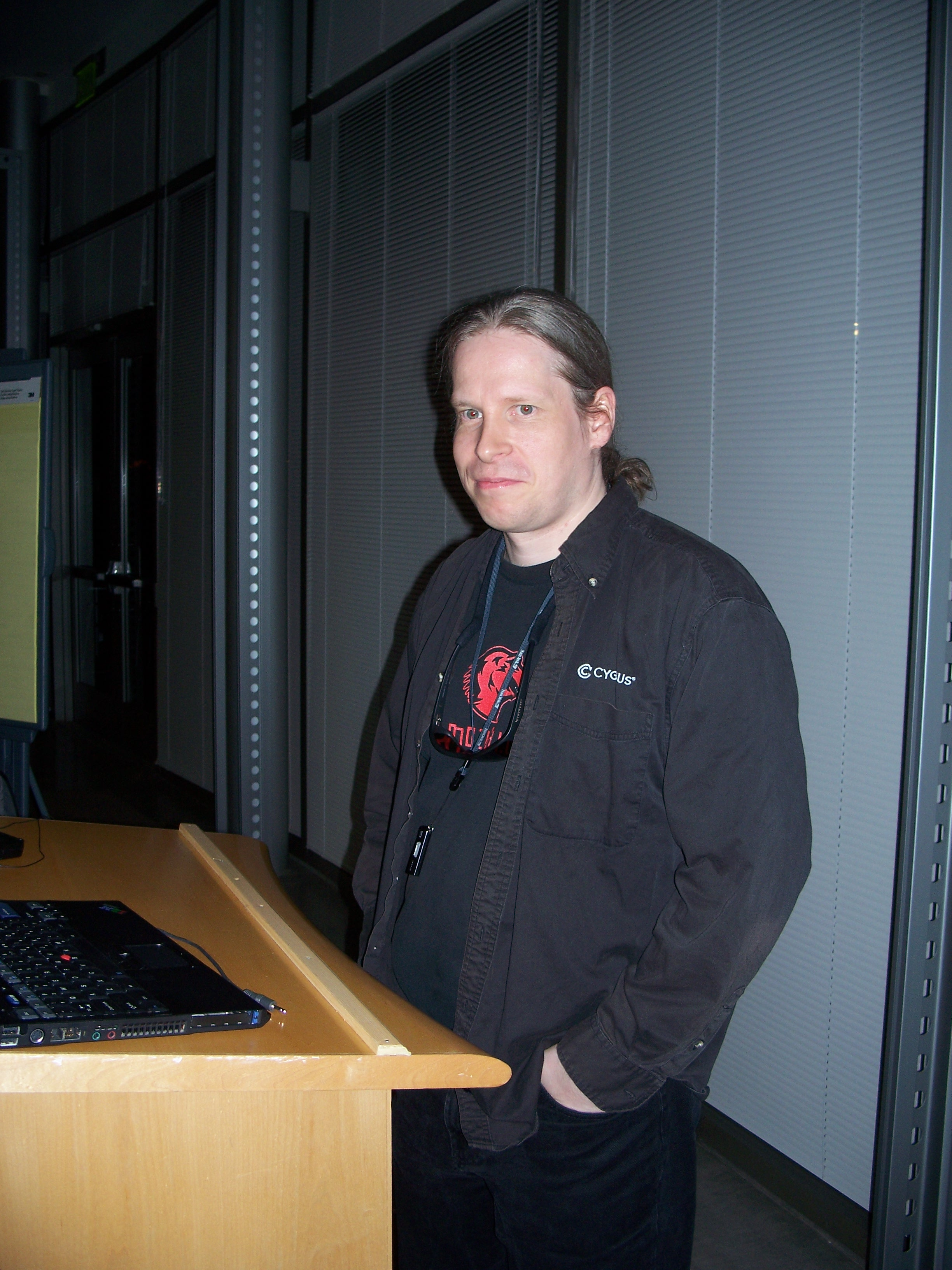

اولریش درپر (به آلمانی: Ulrich Drepper) یکی از برنامه‌نویسان ارشد  و مسئول نگهداری کتابخانه سی گنو بود. اولریش مدرک دیپلم خود را در رشته علوم رایانه از مؤسسه فناوری کارلسروهه دریافت کرد. او از سال ۱۹۹۶ برای شرکت سیگنوس سلوشنز کار می‌کرد و از سال ۱۹۹۹ تا سپتامبر ۲۰۱۰ هم برای شرکت ردهت کار می‌کرد و در حال حاضر در کالیفرنیا زندگی می‌کند. او از اکتبر ۲۰۱۰ برای شرکت گلدمن ساکس کار می‌کند و او همچنین نویسنده تعدادی مقاله درباره برنامه‌نویسی سیستمی است.

## کتاب‌ها
- Linux Threads Programming: Linux Concurrency And Performance, Publisher: Prentice Hall Ptr; 1 edition (2. Februar, 2011). ISBN 978-0131487260
- What every programmer should know about memory, Publisher: Red Hat; ۲۱ نوامبر ۲۰۰۷. pdf (114 pages,900kB)